# Poecilocloeus bolivianus
Poecilocloeus bolivianus är en insektsart som beskrevs av Christiane Amédégnato och Poulain 1987. Poecilocloeus bolivianus ingår i släktet Poecilocloeus och familjen gräshoppor. Inga underarter finns listade i Catalogue of Life.